# Единая всегреческая организация молодёжи
Единая Всегреческая Организация Молодёжи (ЭПОН, греч. Ενιαία Πανελλαδική Οργάνωση Νέων, ΕΠΟΝ) — в годы Второй мировой войны массовая организация греческой молодёжи, объединившая различные молодёжные организации, боровшиеся против тройной, германо-итало-болгарской оккупации (1941—1944).
Организация приняла активное участие в боях против британской армии (декабрь 1944 — январь 1945) и в последовавшей гражданской войне (1946—1949).
Продолжила свою деятельность в подполье до 1958 года, когда и была расформирована.

## История создания

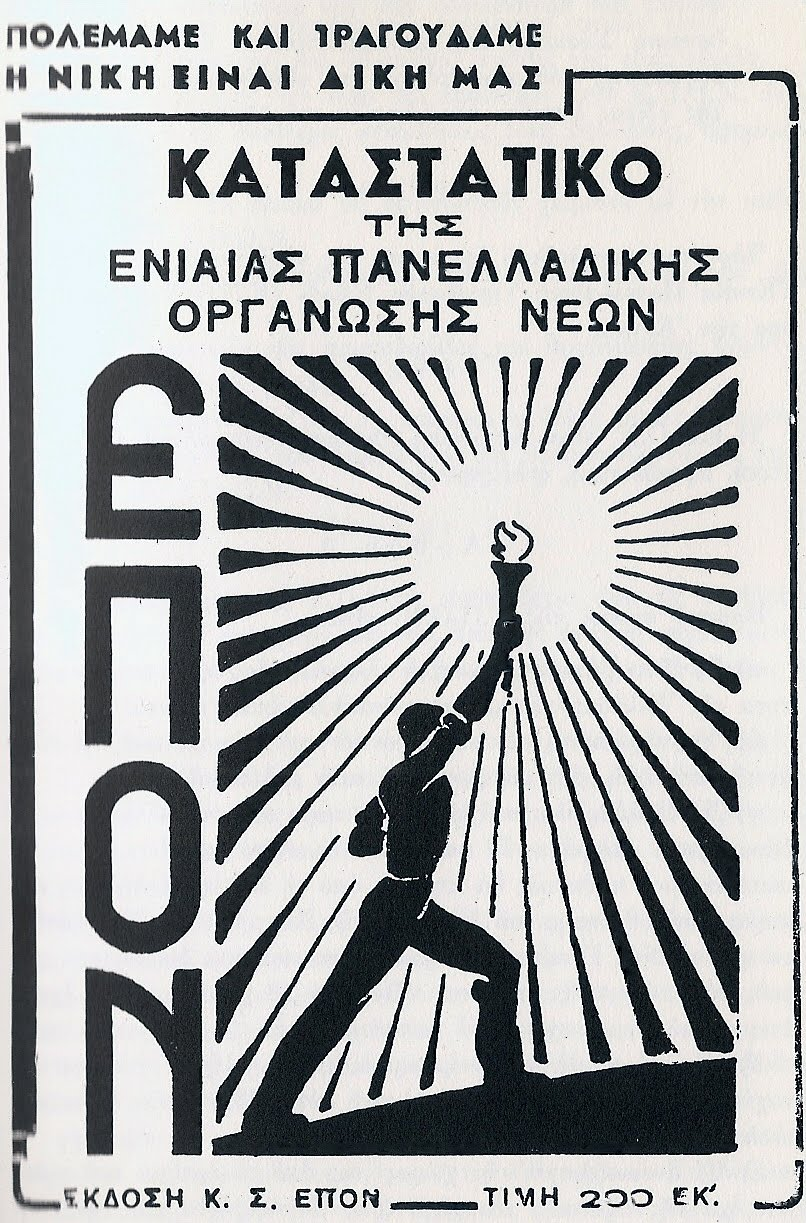
Устав ЭПОН, опубликованный в подпольном издании Нового Поколения, апрель 1943

С самого начала тройной, германо-итало-болгарской оккупации, Греции инициативу по развёртыванию широкого движения Сопротивления взяла на себя Коммунистическая партия Греции.
С этой целью, с привлечением других партий, в основном левого и центристского политического спектра, в сентябре 1941 года был создан Национально-освободительный фронт Греции (ЭАМ), который затем приступил к созданию Народно-освободительной армии Греции (ЭЛАС).
С самого начала своего создания в 1918 году, у компартии Греции была своя молодёжная организация, OKNE (Организация Коммунистической Молодёжи Греции).
Как и в случае с ЭАМ, греческие коммунисты сочли необходимым привлечение в освободительную борьбу больших масс молодёжи, отодвинув на второй план идеологию и классовую борьбу, для чего было необходимо создать всегреческую организацию, которая смогла бы объединить разрозненные организации Сопротивления греческой молодёжи.
С некоторым опозданием по отношению к созданию ЭАМ, всегреческая молодёжная организация была основана 23 февраля 1943 года, по инициативе Коммунистической партии Греции.
В учредительном подпольном заседании в доме учителя Панагиса Димитратоса (был расстрелян немцами годом позже) в Амбелокипи, Афины приняли участие представители следующих организаций Сопротивления молодёжи различных политических партий: «Крестьянская молодёжь Греции», «Единая Национально освободительная Рабочая Молодёжь», «Единая Ученическая Молодёжь», «Союз Молодых Борцов Румелии», «Фессалийский Священный Отряд», «Народная Революционная Молодёжь», «Свободная Молодёжь», «Федерация Коммунистических Молодёжей Греции», «Социалистический Революционный Авангард Греции», «Филики Этерия Молодёжи», «Национально Освободительный Фронт Молодёжи (ΕΑΜΝ) Македонии и Пелопоннеса» и «Национальный Совет друзей нового поколения».
Было принято решение о расформировании всех выше означенных организаций и их слиянии в Единую Всегреческую Организацию Молодёжи (ЭПОН) и подчинение организации ЭАМ.
Члены ЭПОН именовались «эпонитами».
Цели ЭПОН указаны в учредительном тексте:
- Национальное освобождение, основываясь на целостности территории Греции.
- Уничтожение фашизма, становление народного суверенитета.
- Борьба против империалистических войн и защита мира, основываясь на принципе самоопределения народов.
- Защита экономических, политических, культурных и образовательных прав и стремлений молодого поколения.

В учредительном тексте ЭПОН определяет себя как организация национально-освободительная, антифашистская-прогрессивная, антимилитаристская — миролюбивая.

## Массовая политическая борьба

Памятная плита установленная на здании Банка Греции, у места гибели эпонитов П. Статопулу, К. Лили и Т. Хадзитомаса

Уже на следующий день после своего создания и до 5 марта ЭПОН мобилизовала молодёжь греческой столицы для участия во всеобщей забастовке в Афинах, которая вынудила оккупационные власти отказаться от отправки в Германию греческих рабочих.
Через 20 дней, 25 марта 1943 года, до 300 тысяч афинян вышли на улицы в годовщину Национальной революции 1821 года. ЭПОН мобилизовала ученическую, студенческую и рабочую молодёжь. В столкновениях с оккупантами погибли 32 демонстранта. 25 июня, после очередного массового расстрела 106 заключённых в Курново, 100 тысяч демонстрантов заняли центр Афин. В столкновениях с оккупантами были убиты 40 демонстрантов.
В силу острой необходимости освободить немецкие дивизии, задействованные против греческих партизан, для отправки на Восточный фронт оккупационные власти приняли решение расширить болгарскую зону оккупации на Центральную Македонию.
Болгарская зона отличалась тем, что следуя идеологии «Великой Болгарии», болгарское правительство поставило своей целью присоединить регион к Болгарии, проводило политику репрессий против греческого населения на всех уровнях, включая закрытие греческих школ и изгнание греческого духовенства.
Кровавый террор со стороны болгарских оккупационных властей носил такой массовый характер, что последовал беспрецедентный исход греческого населения из болгарской зоны оккупации в немецкую, который греческий писатель Илиас Венезис отразил в своей ставшей классической книге «Исход» (греч. Έξοδος).
До конца 1941 года из региона бежали более 100 тысяч греков и одновременно проводилось его заселение болгарами.
По призыву ЭАМ, 22 июля 1943 года по всей стране прошли забастовки и, несмотря на запрет, в Афинах состоялась Демонстрация против расширения болгарской зоны оккупации . До 500 тысяч человек заняли центр города вокруг офиса квислинга Раллиса и болгарского посольства. Не сумев разогнать демонстрацию с помощью итальянской кавалерии, оккупанты использовали против демонстрантов немецкие танки. Вставшая перед головным танком, 18-летняя эпонитка Панайота Статопулу была скошена пулемётной очередью. 19-летняя эпонитка Кула Лили, забравшаяся на танк, снявшая обувь и бившая каблучком по высунувшейся из башни голове танкиста, была убита автоматной очередью. В непрекращающихся столкновениях было убито 53 демонстранта, включая эпонитов Томиса Хадзитомаса и Афанасиоса Териакиса:443.
Более 500 были арестованы и отправлены в застенки. Однако оккупационные власти осознали, что события ведут к общенациональному взрыву и вовлечению в Сопротивление и антикоммунистических слоёв, отказывавшихся до того сотрудничать по этой причине с ЭАМ-ЭЛАС. Расширение болгарской зоны оккупации и освобождение германских сил были сорваны.
После ряда подобных акций, проведённых ЭАМ, не имевших прецедентов в других оккупированных столицах, вкупе с деятельностью городских вооружённых отрядов ЭЛАС, французский писатель Роже Милльекс заявил, что Афины являлись «столицей европейского Сопротивления»:

### Подпольная и пропагандистская деятельность ЭПОН

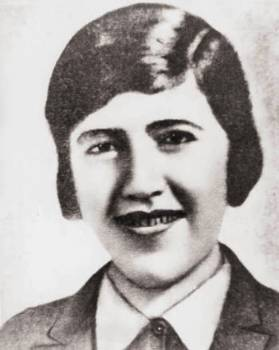
Электра Апостолу, член первой редакции официального органа ЭПОН, газеты «Новое Поколение». Замучена до смерти в гестапо, 25 июля 1944 года

Подпольные организации ЭПОН печатали листовки и издавали газеты. Центральным органом ЭПОН была газета «Неа Гениа» (Νέα Γενιά, Новое Поколение), первую редакцию которой возглавляли Электра Апостолу, Роза Имвриоти и Мария Сволу:153.
Электра Апостолу была позже арестована оккупационными властями и замучена в застенках гестапо 25 июля 1944 года.
В первые 6 месяцев деятельности ЭПОН в организацию вступили 200 тыс. девушек и юношей. В общей сложности за годы существования ЭПОН через организацию прошли 600 тыс. человек греческой молодёжи.
Через ЭПОН прошла «золотая молодёжь Греции», подарившая ей в будущем такие имена как Микис Теодоракис, Манос Хадзидакис, Костас Акселос, Элени Арвелер, Костас Линардатос, Петрос Антеос, Титос Патрикиос, Элени Вакало, Василис Ротас и сотни других видных представителей греческой культуры и интеллигенции.
Петрос Антеос писал позже: «Наше поколение развило свою деятельность в такой знаменательной эпохе, её причащение было таким непосредственным, и результаты этого причащения были такими материальными, что у нас возникло чувство, или иллюзия, что мы создавали историю. Потому что в самом деле, мы говорили тогда с историей на ты».
Пригороды Афин находились под контролем городских отрядов ЭЛАС. Оккупанты появлялись там как правило в дневное время суток.
Организации ЭПОН действовали ночью для пропаганды и информации населения, используя написание лозунгов на стенах и оповещения рупорами.
Марк Мазовер, современный британский историк еврейского происхождения, упоминая эту сторону деятельности ЭПОН, отмечает массовое участие молодых девушек в организации: «Это была борьба, удалившая разделительную линию между двумя полами. В ЭПОН, молодёжном движении ЭАМ, девушки писали лозунги на стенах, выкрикивали ночью сообщения через рупоры с крыш зданий Афин. Они считали. что женские голоса звучали лучше, чем мужские».

## Вооружённая борьба
До 30 тысяч членов ЭПОН приняли непосредственное участие в вооружённой борьбе.
В регулярных частях Народно-освободительной армии Греции (ЭЛАС) были созданы «образцовые роты ЭПОН».
Ученическая и студенческая молодёжь вступала в городские отряды «резервного ЭЛАС», где грань между подпольной жизнью и боевой деятельностью была размыта.

### Городские отряды

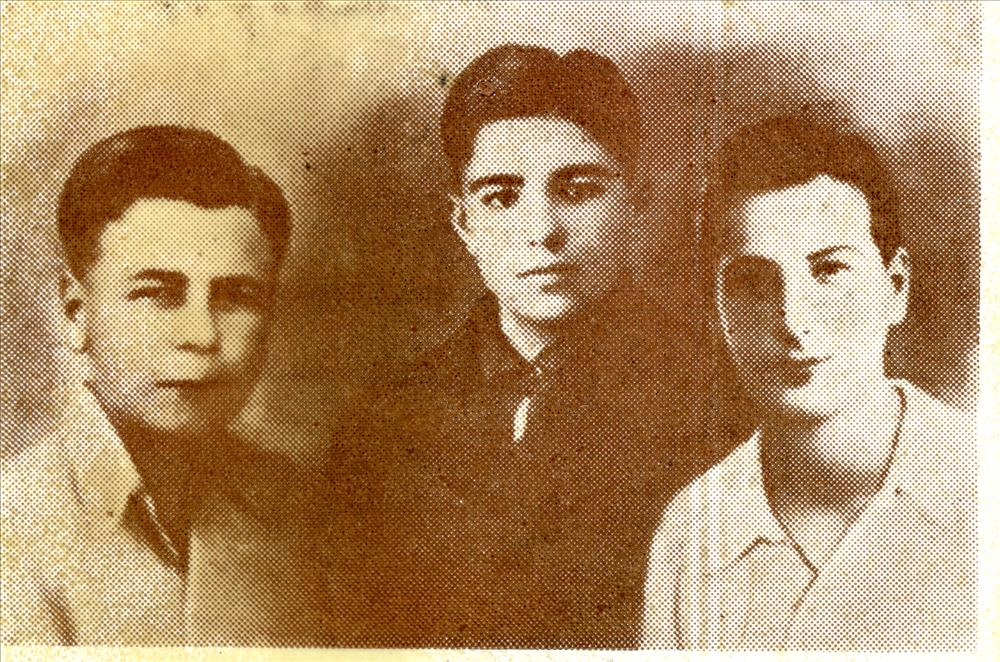
Костас Фолтопулос, Димитрис Авгерис, Танос Киокменидис — три эпонита, павших в бою, защищая «Крепость Имитоса», апрель 1944

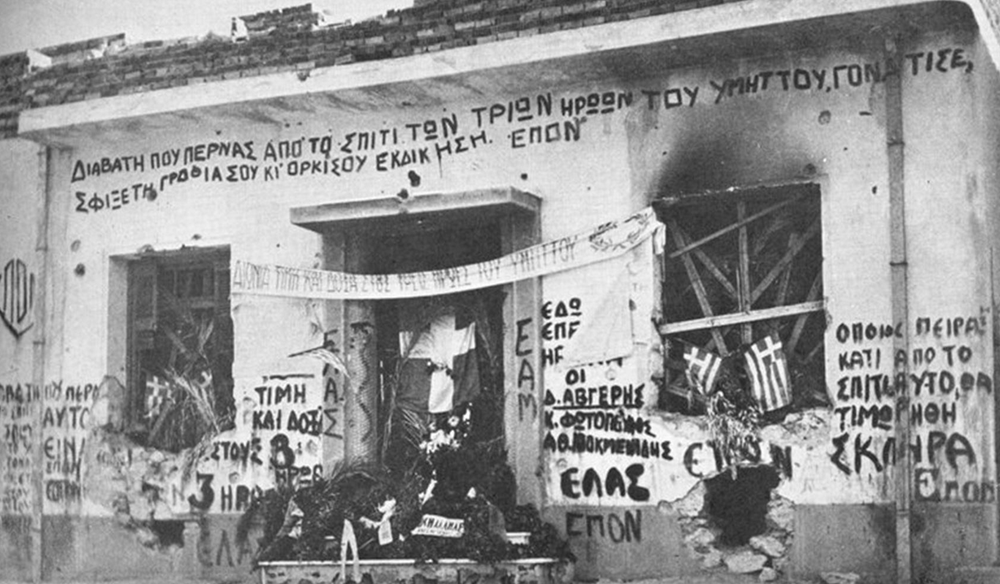
«Крепость Имитоса» после гибели её защитников, апрель 1944. Надпись наверху гласит: «Путник склони колено, сожми кулаки и поклянись отомстить. ЭПОН».

К началу 1944 года городские отряды ЭЛАС практически контролировали пригороды Афин, что выделяло на тот момент греческую столицу на фоне других оккупированных столиц Европы. Оккупационные войска совершали налёты в пригороды, как правило в дневное время суток.
В ходе подобных налётов и защищая свои подпольные штабы и арсеналы, члены ЭПОН проявили множество актов героизма и самопожертвования.
В одном из них, 28 апреля 1944 года в афинском квартале Имиттос, населённым беженцами Малоазийской катастрофы, трое юношей ЭПОН, командир взвода Димитрис Авгерис и бойцы Костас Фолтопулос и Танос Киокменидис, приняли бой против 200 солдат Вермахта и коллаборационистов. Бой длился 7 часов, пока трое защитников не пали.
Домик, который защищали трое эпонитов, благодаря греческой поэзии, получил имя «Крепость Имитоса».
В другом эпизоде, 24 июля 1944 года, и при аналогичных обстоятельствах, 10 эпонитов приняли бой с 1500 немцев и квислингов и также сражались до последнего. Этот эпизод получил в историографии Сопротивления имя Холокост на улице Бизани (греч. Το ολοκαύτωμα της οδού Μπιζανίου, αριθμός 10).
В центре Афин задачу по защите демонстрантов, как правило, выполнял «Батальон студенческой молодёжи»:443.

## Образцовые роты ЭПОН

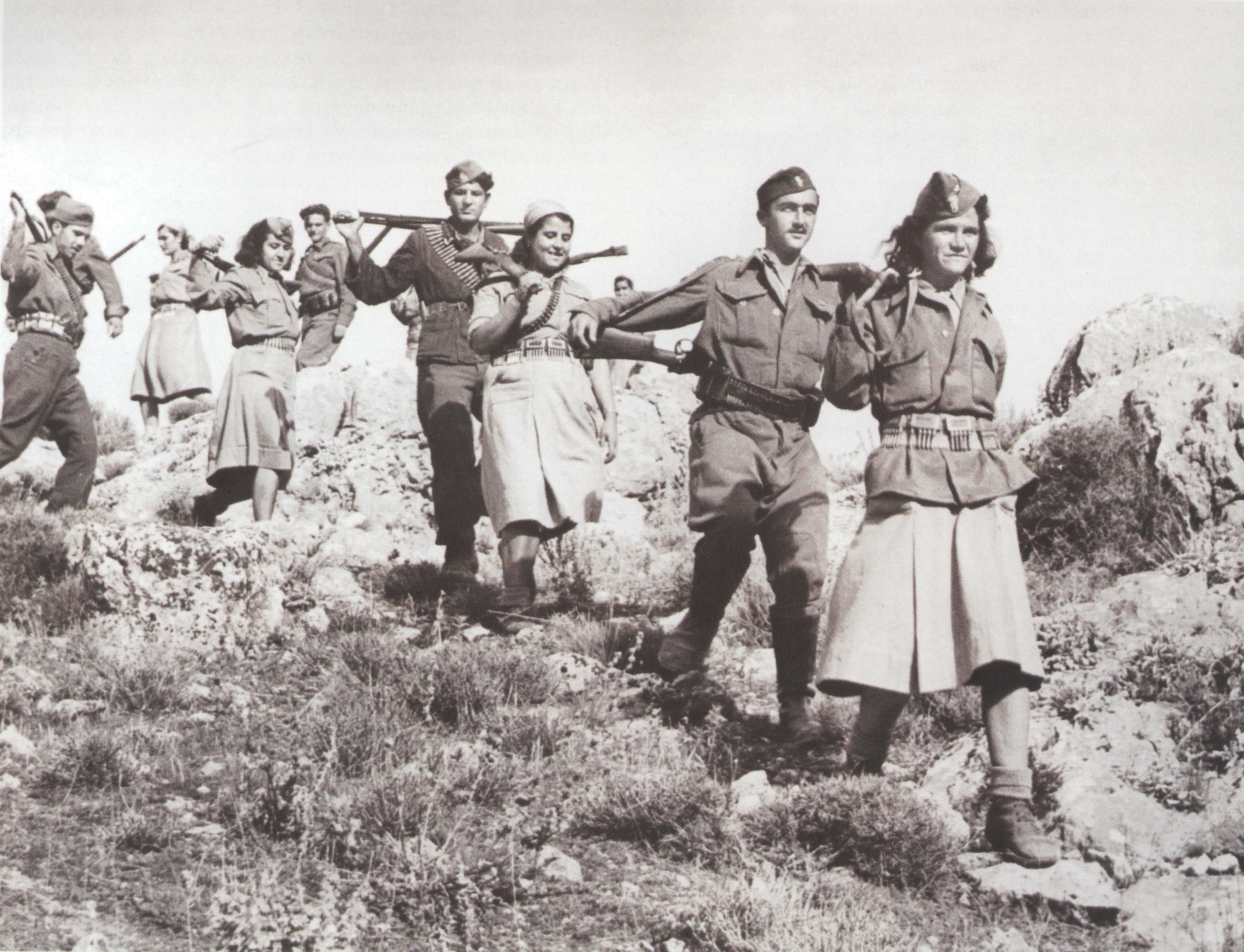
Образцовая рота ЭПОН 2-й дивизии ЭЛАС. Второй справа эпонит Сальвадор Баколас.

Из эпонитов отправленных в регулярные части Народно-освободительной армии Греции (ЭЛАС), при всех дивизиях были сформированы, так называемые, «Образцовые роты ЭПОН» и «Образцовые взводы ЭПОН»:441.
В составе Кавалерийской бригады ЭЛАС был сформирован эскадрон ЭПОН.
Образцовые соединения ЭПОН были одними из лучших частей Народно-освободительной армии.

## Декабрьские события 1944 года
Роль ЭПОН была существенной как в участии в демонстрациях подвергшихся расстрелу полицией начиная с 3 декабря, так и в последовавших боях против британских войск и их греческих союзников, включая бывших коллаборационистов.
Эпонитка Элени Арвелер, ставшая в будущем известной византинисткой и первой женщиной-ректором университета Сорбонна пишет: «Я стояла перед гостиницей Grand Bretagne, напротив здания парламента. Вижу на крыше парламента полицейских, стреляющих по демонстрантам. Хватаю за руку стоявшего рядом со мной английского офицера и говорю ему на моём слабом английском языке: Видите тех на крыше. Это те же люди, что стреляли в нас при немцах. Англичанин ответил, Yes, I know. Я никогда не забуду его ответ»:13.
Городские отряды ЭЛАС, принявшие основной удар англичан и их союзников, состояли в основном из ученической и рабочей молодёжи ЭПОН.
Из членов ЭПОН, студентов Афинского политехнического университета была сформирована рота «Лорд Байрон»:447.
Командование ротой принял эпонит, будущий всемирно известный композитор Яннис Ксенакис, потерявший в этих боях свой левый глаз от осколка английского снаряда.
27 декабря, находясь в Афинах,Черчилль приказал генеральное наступление всеми располагаемыми силами. Были задействованы авиация, артиллерия флота, тяжёлая артиллерия и большое число танков. Тяжёлые бои, вплоть до рукопашных, продолжились до 5 января 1945 года. 20 бойцов роты «Лорд Байрон» были окружены большими британскими силами и танками.
Продержавшись сутки, эта группа студентов прорвалась в ночь на 2 января и соединилась со своей ротой:238.

## Гражданская война
После Варкизского соглашения и предполагаемого примирения страны, наступил период так называемого «Белого террора». Члены ЭПОН преследовались и отправлялись в тюрьмы и ссылки, наряду с членами компартии и бывшими бойцами ЭЛАС.
После начала гражданской войны (1946—1949) ЭПОН была объявлена вне закона законом Ν.509 от 1947 года.
В составе Демократической армии Греции вновь были созданы роты ЭПОН.

## Послевоенные годы и роспуск ЭПОН

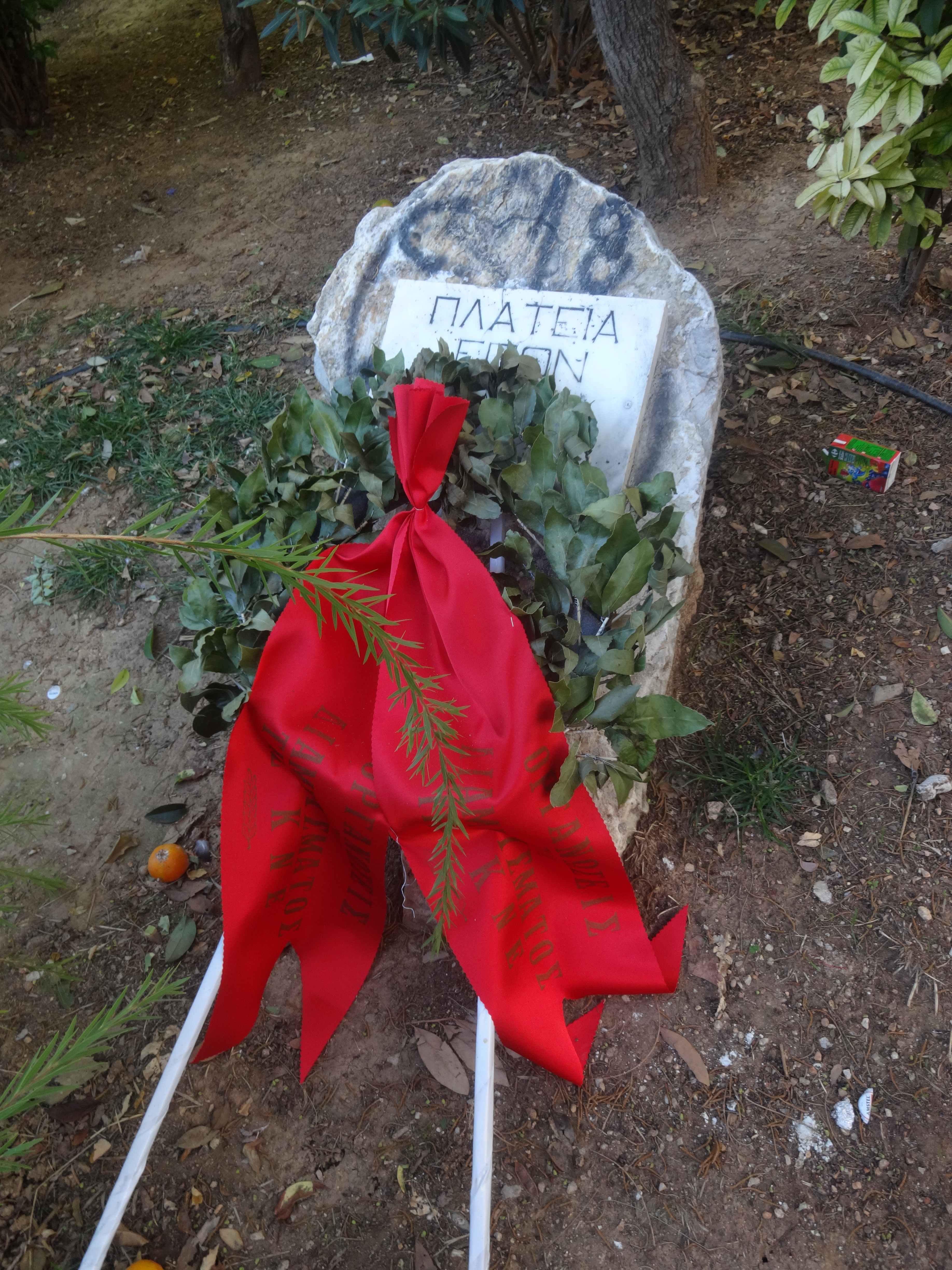
Венок возложенный организацией Коммунистической молодёжи Греции на площади имени ЭПОН, недалеко от домика, где организация была создана в 1943 году. Амбелокипи, Афины, октябрь 2015 года.

Несмотря на поражениеДемократической армии Греции в конце 1949 года, ЭПОН продолжила свою подпольную борьбу.
Один из основателей ЭПОН Ставрос Касиматис (1918—2001, подпольный псевдоним Орест), бывший в 1948 году секретарём ЭПОН Южной Греции, принял в 1949 году руководство вторым подпольным центром компартии (первым руководил Никос Плумбидис.
Несмотря на поражение левых сил в гражданской войне, влияние ЭПОН росло, особенно в студенческих кругах.
Под прикрытием подполья издавалась газета «Панспудастики» (Всестуденческая). Газета стала руководящим центром студенческого движения, с вырисовывавшейся тенденцией автономии от партии:604.
После выборов 1958, Единая демократическая левая партия (ЭДА), бывшая легальным прикрытием деятельности Коммунистической партии Греции, стала второй партией в парламенте:605.
ЭПОН была распущена решением 8-го пленума компартии Греции в январе 1958 года. Это прекратило дуализм легальной организации молодёжи ЭДА и подпольной ЭПОН:607.